# Niilo V. Hersalo
Niilo V. Hersalo, finski general, * 1895, † 1979.